# Hoplocarida
Sous-classe
Les Hoplocarida (du grec Hoplo soldat armé et caride crevette) sont une sous-classe de crustacés de la classe des Malacostraca. Le groupe des Hoplocarides se caractérise par la différenciation de la première paire d'appendice articulée du péréion (thorax) en « pattes ravisseuses ». Une seconde caractéristique importante consiste en un péréion qui n’est pas recouvert d’une carapace continue. Seuls les trois premiers métamères du péréion sont soudés dorsalement. Ces métamères soudés entre eux forment une plaque dorsale, les autres restant libres (le péréion apparaît donc comme partiellement segmenté dorsalement).
Le groupe des Hoplocarides est connu pour ses représentants principaux que sont les squilles ou « crevettes-mantes » appartenant au genre Squilla. Ce sont de grands prédateurs, exclusivement inféodés aux habitats marins. En Méditerranée, l’espèce la plus commune est Squilla mantis.

## Pattes ravisseuses
La paire de pattes ravisseuses est issue de la différenciation de la première paire d'appendices articulés du Péréion. Ces organes prennent l'apparence de « crochets » que les Hoplocarides utilisent pour la prédation. Ils sont capables de donner de grands coups avec, étourdissant leur proie un court instant. Par la suite, ils utilisent cette paire de patte modifiée pour immobiliser leurs proies en les empêchant de s'enfuir. 
Le terme de « pattes ravisseuses » n'est pas exclusif au groupe des Hoplocarides. Il est également utilisé dans d'autres groupes et désigne plus généralement une paire d'appendices modifiés en forme de « crochet » servant à la prédation. C'est le cas chez la mante religieuse (dictyoptère), le mantispe commun (névroptère) ou la nèpe (hémiptère), qui ont tous des mœurs prédatrices.

## Liste des ordres
- Stomatopoda Latreille, 1817[1]
- † Aeschronectida Schram, 1969
- † Archaeostomatopodea Schram 1969
- † Clausocarida Arduini, 1992
- † Palaeostomatopoda Brooks, 1962